# Профијано (Ла Специја)
Профијано је насеље у Италији у округу Ла Специја, региону Лигурија.
Према процени из 2011. у насељу је живело 22 становника. Насеље се налази на надморској висини од 107 м.